# André Manuel
André Manuel (Diepenheim, 14 januari 1966) is een Nederlands muzikant en cabaretier.

## Muziek en maatschappijkritiek
Vanaf 1985 was hij actief met de maatschappijkritische band Fratsen. Na het uiteenvallen van de band presenteerde Manuel in 1996 een soloprogramma onder de naam Krang, Twents voor 'binnenstebuiten'. Hierna trad hij op met een band die eveneens de naam Krang droeg, maar hij bleef ook solo optreden. Met Krang won Manuel in 2000 een Zilveren Harp. In 2004 werd de groep ontbonden en ging hij verder als soloartiest.
In 2007 en 2008 speelde hij mee in het collectief het Beukorkest. Begin 2008 vormde Manuel weer een eigen band met de naam 'André Manuel & De Ketterse Fanfare'. Inmiddels heeft hij met deze band 2 albums uitgebracht: Op verzoek van de Goden (2008) en Tjuup! (2009).
In december 2009 en in januari 2010 werden er reünieconcerten georganiseerd met zijn eerste band Fratsen in de nieuwe vestiging van poppodium Metropool in Hengelo, onder de naam 'Fratsen voor Uli'. De opbrengst van in ieder geval het eerste concert zou bestemd zijn geweest voor hun voormalige tourmanager Uli Mook. 
In 2011 bracht Manuel de CD Dollekamp uit. Om het materiaal van de plaat live te kunnen spelen, formeerde hij de band Dancing Dollekamp, met Theun Supheert (onder andere van de Ketterse Fanfare), Adri Karsenberg (onder andere van Fratsen), Ottoboy (eenmans-punkorkest), Bert Kuipers (onder andere van Quasimodo), Henk-Jan Hoekjen (onder andere van Stilettos) en DJ DNA (onder andere van Urban Dance Squad). De bandnaam is een verwijzing naar Johan Dollekamp, eigenaar van Platenzaak PopEye in Hengelo. De band bracht Twentstalig materiaal van de CD Dollekamp en nieuw Duits- en Engelstalig materiaal ten gehore.  
Manuel had een belangrijke inbreng in het populaire lied Zandloper van Typhoon op de CD Lobi da Basi (2014).
Eind 2015 speelde hij mee in De Slimste Mens en haalde hij de finaleweek.
Manuel trad op in een aflevering van Brainwash Talks, juli 2019. Hij stelde in dit optreden dat "Neuken dodelijk is" omdat het voor overbevolking zorgt. En overbevolking is een groot probleem voor het voortbestaan van de aarde ; "Weg met ons!"

## Cabaret
Manuel is ook als cabaretier actief. In 1989 won hij bijvoorbeeld de Persoonlijkheidsprijs op het cabaretfestival Cameretten en in 1990 de juryprijs op het Leids Cabaret Festival. In 2015 won hij de cabaretprijs Poelifinario voor zijn programma Het geval apart.
De hele reeks voorstellingen van André Manuel:
- Ik wil een beest in bed (1990)
- Indianenverhalen (1992)
- Alles moet weg (1994)
- Krang (1996)
- Braaf (1998)
- De kluts (2000)
- Tier (2001)
- Sleet (2003)
- Lazarus (2005)
- Burger (2006)
- Voor God noch Vaderland (2008)
- Leve de man van de SVP (2010)
- Bonzaai!!! (2012)
- Het Lied (2012/2013) - met Geert Hautekiet
- Het geval apart (2014-2016)
- De Onzen (2016-2018)
- XIX (2017) - met Geert Hautekiet
- DREEJKLEZOEW (2018-2020)
- Sneu (2020- )

Sinds 2016 brengt hij met onder meer Nathalie Baartman en Thijs Kemperink De Twentse Eindejaarsconference in het Wilmink Theater in Enschede. De tv-registratie hiervan is te zien bij RTV Oost.

## Acteur
Manuel heeft als acteur meegespeeld in de regiosoap op de regionale televisie Van Jonge Leu en Oale Groond van RTV Oost. Hij speelt hierin Jens van Bentheim, een paardentrainer die door een ongeluk zelf niet meer kan paardrijden. Verder deed hij mee in de Stadsmusicals Almelo 'Van Katoen & Nu' (september 2014) en 'Van Katoen en Water' (2022). In de zomer van 2024 vertolkte hij een rol in de speelfilm OUT.

## Columnist
André Manuel was tussen 2003 en 2010 op zondagmorgen de vaste columnist in het radioprogramma De Andere Wereld van zondagmorgen van de IKON. De column had als titel "Aan de grond". Manuel schrijft verder elke zaterdag een column in de krant Tubantia. Ieder kwartaal schrijft hij een column in magazine De Hip van het gelijknamige podium in Deventer, en in het blad Harder van de Zwarte Cross.

## Schennis bij koninklijk bezoek
In 2001 kwam Manuel in het nieuws omdat hij tijdens het kennismakingsbezoek van prins Willem-Alexander en diens verloofde Máxima Zorreguieta aan Overijssel, zijn lid toonde. Dit, volgens Manuel, om de discussie over de afschaffing van het Koningshuis en de vervanging door een republiek gaande te houden.

## Familie
André Manuel is een zoon van oud-scheidsrechter Jan Manuel.